# Smjatenije tjuvstv
Smjatenije tjuvstv (russisk: Смятение чувств) er en sovjetisk spillefilm fra 1977 af Pavel Arsenov.

## Medvirkende
- Jelena Proklova som Nadja
- Sergej Nagornyj som Volodja
- Ija Savvina som Nina Dmitrijevna
- Aleksandr Kaljagin som Viktor Semjonovitj
- Nina Mager